# Дніпровська вулиця (Павлоград)
Дніпровська вулиця — найдовша й одна з головних вулиць міста Павлоград, якою через усе місто йде європейський автошлях E50 з північного заходу на південний схід, з лівого на правий берег річки Вовчої.
Довжина вулиці — 11500 метрів.

## Транзитні автошляхи
Дніпровська вулиця є основною транспортною артерією для транзитного автотранспорту — вулицею від початку до кінця йдуть:
- європейський автошлях Е50 «Брест-Париж-Прага-Дніпро-Донецьк-Ростов-на-Дону-Махачкала»
- міжнародний автошлях М-04 «Знам'янка-Дніпро-Донецьк-Луганськ-Ізварине»

До автошляхів Дніпровської вулиці долучаються з півночі:
- регіональний автошлях Р 51 (Успенська вулиця) «Павлоград-Лозова-Мерефа»,
- територіальний автошлях Т 0422 (Полтавська вулиця) «Павлоград-Надеждівка-Голубівка».

й з півдня:
- територіальний автошлях Т 0408 (Луганська вулиця) «Павлоград-Васильківка-Новомиколаївка-Оріхів-Токмак».

## Опис
Вулиця починається з західного в'їзду в міської межі автомагістралі з Дніпра і Новомосковська. До мосту через річку Вовча Дніпропетровська вулиця проходить її лівобережними місцевостями: мікрорайоном Шахтобудівників, Городищем, Після мосту через річку Вовчу до мосту через річку Гніздку Дніпровська вулиця проходить на півдні міського центру у місцевості Міськгілка.
Після мосту через річку Гніздку Дніпровська вулиця проходить давню козацьку місцевість — Хутори.
На південному сході Дніпровська вулиця проходить багатоповерхову забудову мікрорайонів 40-років Жовтня, Нового (ПЗТО), Ливмаша, ПМЗ (або Полігоном).
В кінці Дніпровської вулиці після шляхопроводу через залізницю вулиця переходить у Тернівську та Лінійну вулиці; там розташовані Павлоградська будбаза та Павлоградський аеродром. Лінійною вулицею автомагістраль продовжується на схід до Петропавлівки, Покровського і Донецька.

## Історія
За Російської імперії Дніпровська вулиця була великий ґрунтовим шляхом, що єднав губернське місто Катеринослав і повітове місто Новомосковськ через Павлоград з іншими повітовими містами Катеринославської губернії — Бахмутом, Слов'яносербськом, Таганрогом і Ростовом.

## Перехресні вулиці
- Червона вулиця;
- Осіння вулиця;
- Набережний провулок;
- Цегляний провулок;
- вулиця Ушинського;
- Шахтарська вулиця;
- Кооперативна вулиця;
- проспект Шахтобудівників;
- Можайська вулиця;
- Берестовий провулок:
- Луганська вулиця — територіальний автошлях Т 0408;
- річка Вовча;
- Полтавська вулиця — територіальний автошлях Т 0422;
- вулиця Добролюбова;
- вулиця Некрасова;
- вулиця Крилова;
- Центральна вулиця;
- вулиця Івана Богуна;
- Успенська вулиця — регіональний автошлях Р 51;
- річка Гніздка;
- вулиця Олександра Довженка;
- вулиця Івана Сірка;
- вулиця Івана Мазепи;
- провулок Декабристів;
- вулиця Плєханова;
- вулиця Григорія Шияна;
- вулиця Дмитра Яворницького;
- вулиця Дружби;
- Слов'янська вулиця;
- вулиця Геологів;
- Літня вулиця;
- Тепла вулиця;
- вулиця Петра Сагайдачного;
- Мікрорайонна вулиця;
- Дніпровський провулок;
- Новоросійська вулиця;
- Західнодонбаська вулиця;
- вулиця Малиновського;
- Новоселівська вулиця;
- вулиця Індюкова;
- Водопровідна вулиця;
- вулиця Комарова;
- Машинобудівний провулок;
- вулиця Володимира Милосердова;
- вулиця Кравченка;
- Нова вулиця;
- Ливарна вулиця;
- вулиця Карбишева;
- Преображенська вулиця;
- вулиця Сергія Корольова;
- Поштова вулиця;
- Тернівська вулиця;
- Лінійна вулиця.

## Будівлі
На центральній вулиці збереглося чимало будинків дорадянської доби.
- № 10 — Павлоградські ВРЕВ та ДАІ | дорожня поліція/ДАІ/ДПС, відділ з видачі водійських посвідчень (відділення реєстраційно-екзаменаційної роботи, ВРЕР);
- № 16 — відділення Укрпошти 51404;[3]
- № 17 — Готельно-ресторанний комплекс «Скриня»[4];
- пам'ятник воїнам Афганцям;
- № 20а — Павлоградська музична школа № 3;
- № 28 — храм св. Кирила І Мефодія УПЦ МП на селищі Шахтобудівників зведена 2006 року;[5]
- № 41а — КП «Павлоградське виробниче управління водопровідно-каналізаційного господарства»;
- № 49 — Павлоградське відділення Нової пошти № 1[6];
- територія колишнього Павлоградського пивзавода;
- № 71 — готель «Прибережна»;
- стадіон «Шахтар»;
- Парк імені 1-го травня;;
- № 77б/1 — Будинок культури шахтобудівельників — тепер кінотеатр"3D Кіно-Парк", розташовано в парку 1-го травня;
- № 105 — Дніпропетровське обласне відділення всеукраїнської благодійної організації «Всеукраїнський батьківський комітет боротьби з наркотиками»;
- міст через річку Вовча;
- № 125 — Автостанція Павлоград;
- № 129а — Павлоградська санепідемстанція;
- артезіанська свердловина;
- № 135 — Павлоградський міськрайонний суд Дніпропетровської області[7];
- міст через річку Гніздка;
- № 172а — Металобаза 1 АВ метал груп[8];
- № 213 — Павлоградська станція швидкої медичної допомоги;
- № 231 — відділення Укрпошти 51005[9];
- № 241 — Павлоградський наркологічний диспансер[10];
- № 243 — загальноосвітня школа № 12;
- № 243а — міжнародна інноваційна кліника;
- Павлоградський авторинок;
- кладовище;
- № 256б — База «Укртелеком»;
- № 314а — готель «Залман»;
- № 338 — Павлоградський міськрайонний відділ державної виконавчої служби Головного територіального управління юстиції у Дніпропетровській області[11];
- № 344а — відділення Укрпошти 514408[12];
- молитовний будинок Євангельських християн-баптистів;
- № 400 — загальноосвітня школа № 20 та філія МАУП;
- № 416 — колишній міжколгоспний завод силікатної цегли;
- № 458а — храм Похвали Божої Матері УПЦ МП на селищі ПЗТО зведена 2008 року[13];
- № 541 — Павлоградська міська лікарня № 4[14];
- № 585 — Павлоградська загальноосвітня школа-інтернат № 1;
- № 559 — відділення Укрпошти 51409[15];
- № 563а — Павлоградське відділення Нової пошти № 3[16];
- № 571 — Західно-Донбаський професійний ліцей[16] (колишнє ПТУ № 43); відділення будівництва та побуту, відділення машинобудування та обслуговування — Промислова вулиця, 11;
- парк;
- № 597 — 8-й гірничорятувальний загін;
- шляхопровід через залізницю на Покровськ.

## Дивиться також
- Вулиці Палограда